# Xã Clay, Quận Renville, Bắc Dakota
Xã Clay (tiếng Anh: Clay Township) là một xã thuộc quận Renville, tiểu bang Bắc Dakota, Hoa Kỳ. Năm 2010, dân số của xã này là 39 người.